# Emil Osterreicher
Emil Osterreicher (1914?- outubro 1992) foi um húngaro que se destacou como secretário técnico nas equipas de futebol do Budapest Honvéd FC de Budapeste, do Real Madrid e do RCD Español de Barcelona. Foi sua a sugestão ao Real Madrid para contratar em 1958 Ferenc Puskas o ex-internacional húngaro exilado depois da intervenção militar soviética no seu pais dois anos antes.
Na década de 1950 esteve ligado ao Honvéd, clube várias vezes campeão da Hungria e base da  seleção nacional. Nessa época jogadores como Puskas permitiram à Hungria ser campeã olímpica em Helsínquia em 1952 e vice-campeã mundial na Suiça em 1954.
Em 1956 Osterreicher estava com a equipa do Honvéd que disputava com o Atlético de Bilbau numa eliminatória da Taça dos clubes campeões europeus.  Quando soube que os tanques soviéticos reprimiam a revolta húngara decidiu não regressar ao seu país, tal como vários jogadores do clube. Optou por ficar em Espanha e esteve no Real Madrid vários anos, ajudando na conquista de taças europeias. Além duma experiência em Itália com o Torino, o resto da sua carreira foi em Espanha em clubes como o Valencia, o Elche e o RCD Espanol.
Morreu de uma doença prolongada em Budapeste.